# Edward Moylan
Edward (« Eddie ») Moylan, né le 11 septembre 1923 à Trenton et mort le 26 mai 2015 à Ithaca, est un ancien joueur américain de tennis.
Membre et capitaine de l'équipe des États-Unis de Coupe Davis, il a aussi remporté une médaille d'or lors des Jeux panaméricains de 1955 avec Arthur Larsen.

## Palmarès (partiel)

### Titre en simple messieurs
| No | Date | Nom et lieu du tournoi                      | Catégorie | Surface | Finaliste       | Score         |  |
| -- | ---- | ------------------------------------------- | --------- | ------- | --------------- | ------------- |  |
| 1  | 1956 | Tournoi de tennis de Cincinnati, Cincinnati |           | NC      | Bernard Bartzen | 6-0, 6-3, 6-3 |  |

### Finale en simple messieurs
| No | Date | Nom et lieu du tournoi                                | Catégorie | Surface | Vainqueur   | Score              |  |
| -- | ---- | ----------------------------------------------------- | --------- | ------- | ----------- | ------------------ |  |
| 1  | 1946 | Tournoi de tennis de la côte Pacifique, San Francisco |           | NC      | Jack Kramer | 7-5, 4-6, 7-5, 6-3 |  |